# James Tylney-Long
James Tylney-Long, 7e baronnet (1736 - 28 novembre 1794) est un homme politique Anglais qui siège à la Chambre des communes pendant 32 ans, de 1762 à 1794.

## Biographie

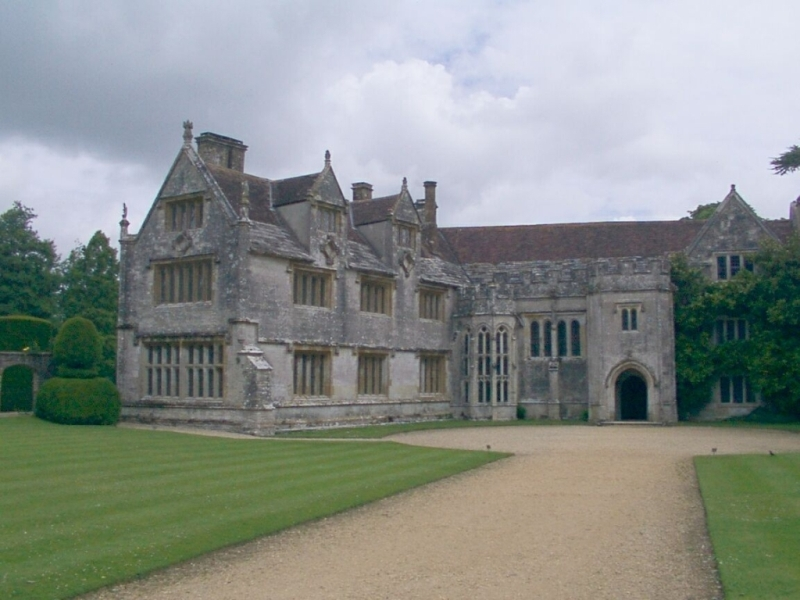
Athelhampton House, Dorset

Fils aîné de Robert Long (6e baronnet) et de sa femme Emma Child, il succède à son père comme baronnet le 10 février 1767 et hérite des domaines familiaux, dont les manoirs de Draycot (Wiltshire) et d'Athelhampton (Dorset).
Il est membre de la milice du Wiltshire, obtenant le grade de capitaine en 1759 et de major en 1769, et forme plus tard la troupe Draycot de la cavalerie Yeomanry.
En 1784, il hérite des domaines de Wanstead et de Tylney Hall de son oncle John Tylney (2e comte Tylney), et James prend le nom supplémentaire de Tylney. Il devient un généreux bienfaiteur d'organismes de bienfaisance publics et privés, menant un style de vie modeste et sans prétention.
Il est député de Marlborough (1762 - 1780), de Devizes (1780 - 1788) et élu du Wiltshire en 1788, en remplacement de Charles Penruddocke.
Il ajoute une nouvelle façade sud et des ailes est et ouest autour du cœur du manoir médiéval de Draycot,.

## Famille
En 1775, Long épouse Harriot, quatrième fille de Jacob Bouverie (1er vicomte Folkestone). Elle est décédée le 12 novembre 1777 sans enfant. Il épouse en 1785 Catherine Sydney Windsor, fille d'Other Windsor, 4e comte de Plymouth.
Il est décédé à son domicile Draycot House le 29 novembre 1794. Son épouse, Catherine, est décédée en 1823. Leur fils unique, également appelé James, est né deux mois avant la mort de son père et devient le 8e baronnet. Enfant maladif, il meurt le 14 septembre 1805 juste avant son onzième anniversaire, et les grands domaines des familles Long, Child et Tylney reviennent principalement à l'aînée des trois filles du 7e baronnet, Catherine. Le titre de baronnet s'éteint et le mariage de Catherine avec le dépensier William Pole-Tylney-Long-Wellesley (4e comte de Mornington) voit la destruction de Wanstead House, Wanstead, Essex (maintenant Londres). Ils ont un fils qui lègue les domaines restants à son cousin germain le 2e duc de Wellington.